# Sidney Webb
Sidney James Webb, 1. baron Passfield (ur. 13 lipca 1859 w Londynie, zm. 13 października 1947) – brytyjski socjalista, ekonomista, pisarz i polityk, członek Partii Pracy, minister w rządach Ramsaya MacDonalda.

## Życiorys
Wykształcenie odebrał w Birkbeck Literary and Scientific Institution oraz na Uniwersytecie Londyńskim. Był jednym z założycieli Towarzystwa Fabiańskiego (razem ze swoją przyszłą żoną Beatrice Potter i George'em Bernardem Shawem). Wstąpił doń w 1884 r., trzy miesiące po założeniu stowarzyszenia. W 1895 r. brał udział w tworzeniu London School of Economics. W 1912 r. został profesorem administracji publicznej na tej uczelni. W 1892 r. poślubił Beatrice Potter. Dzieliła ona poglądy męża i wspólnie wydali wiele prac.
Oboje małżonkowie byli członkami Partii Pracy. Sidney został w 1922 r. wybrany do Izby Gmin jako reprezentant okręgu Seaham. W pierwszym laburzystowskim rządzie w 1924 r. był przewodniczącym Zarządu Handlu. W 1929 r. otrzymał tytuł 1. barona Passfield i zasiadł w Izbie Lordów. Po powrocie Partii Pracy do władzy w 1929 r. został ministrem kolonii oraz ministrem ds. dominiów. W 1930 r. z powodów zdrowotnych zrezygnował ze stanowiska ministra ds. dominiów. Na czele Ministerstwa Kolonii pozostał, aż do upadku laburzystowskiego rządu w 1931 roku.
Webbowie byli gorącymi zwolennikami Związku Radzieckiego. Beatrice zmarła w 1943 r., Sidney cztery lata później. Oboje zostali pochowani w opactwie westminsterskim. Wraz ze śmiercią Sidneya wygasł tytuł barona.

## Publikacje

### Własne
- Facts for Socialists, 1887
- Problems of Modern Industry, 1898
- Grants in Aid: A Criticism and a Proposal, 1911
- Seasonal Trades, with A. Freeman, 1912
- The Restoration of Trade Union Conditions, 1916

### Wspólnie z żoną
- History of Trade Unionism, 1894
- Industrial Democracy, 1897

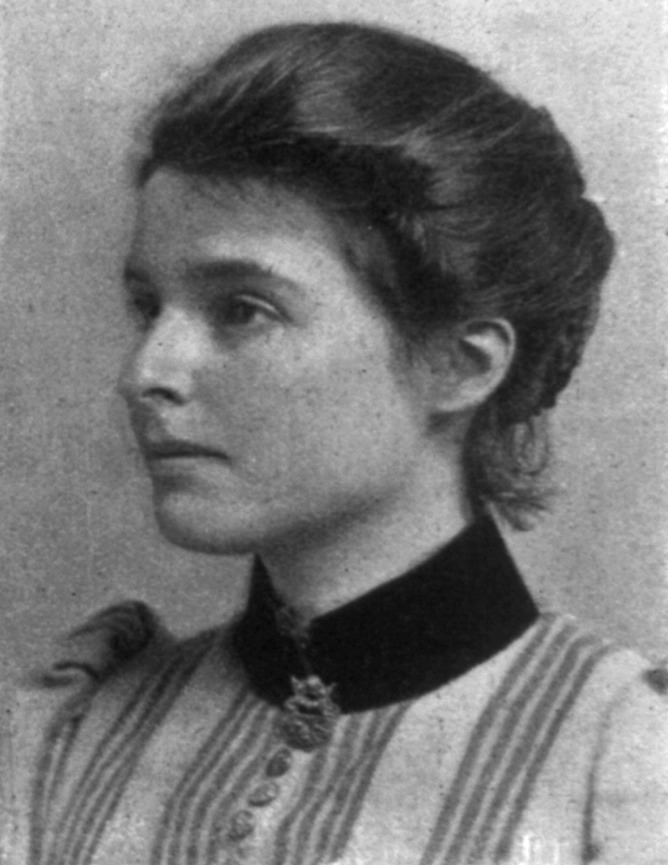
Beatrice Webb

- English Local Government, t. I-IX, 1906–1929
- The Manor and the Borough, 1908
- The Break-Up of the Poor Law, 1909
- English Poor-Law Policy, 1910
- The Cooperative Movement, 1914
- Works Manager Today, 1917
- The Consumer's Cooperative Movement, 1921
- Decay of Capitalist Civilization, 1923
- Methods of Social Study, 1932
- Soviet Communism: A new civilization?, 1935
- The Truth About Soviet Russia, 1942